# La Marche (roman)
Pour les articles homonymes, voir La Marche.
La Marche (titre original en anglais The March) est un roman historique d'E. L. Doctorow paru en 2005.

## Résumé
En 1864, après avoir incendié Atlanta, le général nordiste William Tecumseh Sherman, à la tête d'une armée de soixante mille hommes, traverse la Géorgie et se dirige vers la Caroline, écrasant au passage les forces confédérées et détruisant les villes du Sud. Dans son sillage, il entraîne une foule hétéroclite - esclaves noirs libérés, Blancs en fuite, prostituées, voleurs, déserteurs, familles dispersées, sans oublier un photographe. E. L. Doctorow raconte leur histoire dans ce livre extraordinaire, qui mêle la grandeur épique, les scènes de comédie, l'érotique et le macabre. Au centre de cette étonnante galerie de personnages, Pearl, une adolescente noire à la peau blanche, née de l'union d'un planteur et d'une esclave, incarne à sa manière l'art de l'ambiguïté propre à Doctorow : travestie en garçon, elle revêt l'uniforme d'un petit tambour et finit par trouver l'amour. La Marche commence là où se terminait Autant en emporte le vent. Mais les véritables intentions de l'auteur sont plus proches du Tolstoï de Guerre et Paix, embrassant à la fois la dimension politique et spirituelle du drame dans lequel il plonge ses personnages.

## Réception critique
Il remporte le PEN/Faulkner Award (2006) et le National Book Critics Circle Award (2005).